# A Posteriori (musikalbum)
A Posteriori är den tyska gruppen Enigmas sjätte studioalbum, utgivet den 22 september 2006 och den 25 september i övriga länder. Samtliga låtar är skrivna av Michael Cretu.

## Låtförteckning
1. "Eppur Si Muove" – 3:39
2. "Feel Me Heaven" – 4:53
3. "Dreaming of Andromeda" – 4:27
4. "Dancing with Mephisto" – 4:24
5. "Northern Lights" – 3:34
6. "Invisible Love" – 5:06
7. "Message from IO" – 3:09
8. "Hello and Welcome" – 5:07
9. "20000 Miles over the Sea" – 4:22
10. "Sitting on the Moon" – 4:21
11. "The Alchemist" – 4:40
12. "Goodbye Milky Way" – 5:56